# Райхель, Идан
Ида́н Ра́йхель (ивр. עידן רייכל, родился 12 сентября 1977) — израильский музыкант, автор песен, композитор, певец, автор-исполнитель, аранжировщик и продюсер. Известен прежде всего как продюсер «Проекта Идана Райхеля», первые пять альбомов которого проданы тиражом более полумиллиона экземпляров.

## Биография
Идан Райхель родился в Кфар-Сабе. В 9 лет он начал обучаться игре на аккордеоне, интересуясь в то время цыганской музыкой и танго. Подростком учился играть на клавишных инструментах и изучал джаз. В армии Райхель служил в армейской рок-группе, исполнявшей кавер-версии израильских и европейских поп-хитов.
После службы в армии Райхель работал консультантом в школе-интернате для новых иммигрантов и детей, которые испытывали трудности с адаптацией, большинство из которых были эфиопского происхождения. Благодаря этому, Райхель сблизился с эфиопской народной и поп-музыкой и стал посещать эфиопские клубы и бары в Тель-Авиве.

## Карьера
Идан Райхель начал карьеру как пианист и аккордеонист для таких артистов, как Иври Лидер, Рики Галь и Эран Цур. Среди первых альбомов, в создании которых он принял участие в качестве клавишника или пианиста, были «Цель внизу» Эрана Цура, «Нежно» Игги Ваксмана, вышедшие в 2000 году, и «Новые люди» Иври Лидера, выпущенный в 2001 году.

### Проект Идана Райхеля

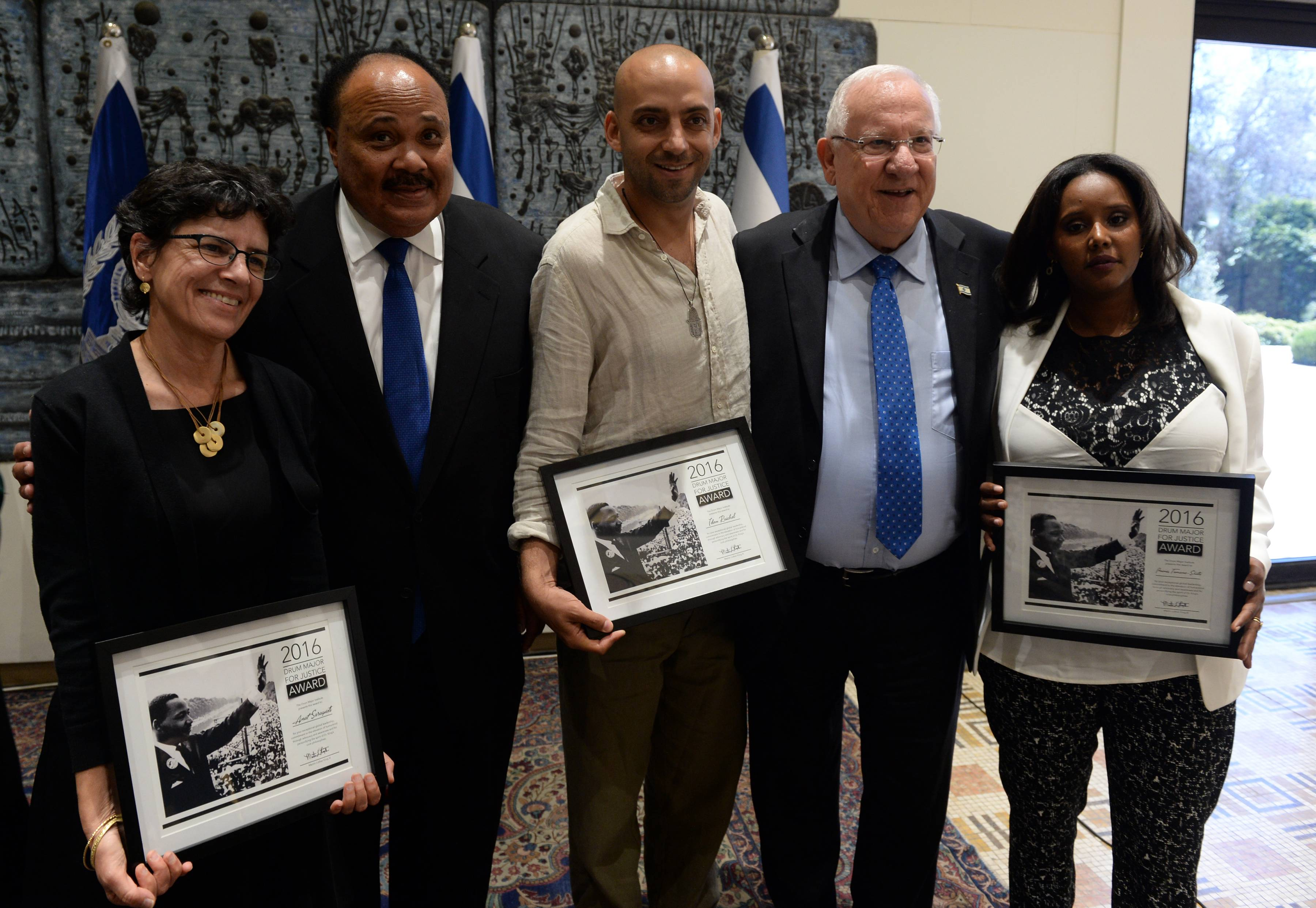
Мартин Лютер Кинг III посещает Реувена Ривлина у президента Государства Израиль, чтобы отметить проект Идана Райхеля, Пнину Тамано Шатах и Анат Саргусти за их правозащитную деятельность.

Стремясь развиваться не только как исполнитель, но и как музыкальный продюсер, Райхель решил создать портфолио, которое показало бы его возможности в этой области. Для этого Райхель в доме своих родителей записал около тридцати разных певцов, большинство из которых были из эфиопской общины. Когда Райхель представил песни компании Helicon, её сотрудники были воодушевлены результатом и решили выпустить альбом без изменений.
В декабре 2002 года Helicon выпустил альбом «Проект Идана Райхеля». Большую часть музыки и текстов песен для него написал Райхель, работавший над большинством из них вместе с барабанщиком Гиладом Шмуэли. Синглы из альбома: «Давай», «Говорим в тишине», «Если уйдёшь» и «Ты прекрасна», получили признание и занимали первые места в хит-парадах. Сам Идан Райхель исполнил две песни альбома: «Ты прекрасна» и «Печальные розы».
Альбом стал самым продаваемым в Израиле в 2003 году. Вслед за этим ансамбль получил звание «Группа года» в чартах года радиостанций «Сеть Гимель» и «Гальгалац», в обоих случаях «Песней года» стала «Если уйдёшь». Всего было продано свыше 150 000 копий альбома.
В январе 2005 года вышел второй альбом проекта, «Из глубин». На этот раз Рaйхель написал музыку и текст для большинства песен альбома, и спел одну из них, «Из глубин». Альбом повторил успех своего предшественника, достигнув статуса золотого альбома всего за два дня. За эти годы его продажи превысили 140 000 копий. Из этого альбома, кроме «Из глубин», популярными стали песни «Во мне ещё есть сила», «Слова прекраснее этих», «От всех любящих» и «Возвращайся в мой дом».
Альбом с подборкой песен из обоих альбомов был выпущен в Европе и США лейблом Cumbancha и распространялся лейблом Putumayo.
В ноябре 2008 года вышел третий альбом проекта Идана Райхеля, «Между стенами моего дома». Райхель выступил сопродюсером альбома вместе с Гиладом Шмуэли, барабанщиком проекта. Этот альбом также оказался успешным. В него вошли синглы «Мечты других», «Остатки жизни», «Речная вода» и «Большинство часов». Райхель спел три песни альбома, «Мечты других», «Всё проходит» и «Между стенами моего дома». В альбом, в виде отдельного сингла, была добавлена песня «Удержи свой голос от плача», которую Райхель записал в том же году. Впоследствии его продажи превысили 100 000 копий.
«Между стенами моего дома» также распространялся в Европе и США через лейбл Cumbancha.
В июле 2011 года вышел четвёртый альбом проекта под названием «Домой, обратно», состоящий из трех компакт-дисков. В него вошли новые песни, исполнение коллективом песен в живых выступлениях, а также ранее записанные песни, которые не вошли ни в один из альбомов проекта. Для альбома Райхель записал свою версию песни «Жду», мелодия которой изначально была написана для Риты, а также песню «Из всех влюбленных». Тройной альбом был продан тиражом более 60000 экземпляров.
В марте 2013 года вышел пятый студийный альбом проекта, «Без четверти шесть». Продюсерами совместно выступили Райхель и Гилад Шмуэли. В альбом вошли песни «Сейчас близко», «Ночью», «Sabe Deus» и «До никуда». Сам Райхель спел в альбоме пять песен, больше, чем в своих предыдущих альбомах: «Наступает вечер», «Sabe Deus» в дуэте с португальской певицей Аной Моура, «До никуда», «Этот ветер» и «Весь мир». Спустя четыре месяца после его выпуска продажи альбома были оценены приблизительно в 80 000 копий. Песня «Ночью» заслужила звание «Песня года» в ежегодном хит-параде «Гальгалац», а песня «Сейчас близко» заняла второе место в этом параде.
В ноябре 2013 года альбом был выпущен для загрузки в iTunes и Spotify под названием «Без четверти шесть — Инструментальный альбом».
10 июня 2014 года вышел новый сингл проекта — Petit Roi.
В мае 2019 года группа выступила в интервал-акте финала Евровидения-2019 в Тель-Авиве

### Работа параллельно с проектом
В 2003 году Идан Райхель был участником группы «Сладкий арахис в цирке». Райхель играл на клавишных и участвовал в написании песен для первого альбома группы «Всё, что осталось». После того, как альбом был выпущен, группу покинули большинство участников, в том числе и Райхель.
За годы работы продюсером «Проекта Идана Райхеля» он написал несколько песен для других певцов. Первой, записавшей произведение Идана Райхеля вне рамок проекта, была Майя Бускила, исполнившая в конце 2003 года песню «В моём сердце скрипка», написанную им на слова Нурита Шахара Цафрира . Райхель чувствовал, что мелодия песни не подходит для его альбомов, и по просьбе Бускилы он передал песню ей. Песня была выбрана в качестве первого сингла с дебютного альбома Бускилы «Увлекательная история». В числе песен других исполнителей, музыку для которых написал Райхель — «Иногда знакома мне» Дин Дин Авив на слова Хамутала бен Зеева, «Река ошибок», автором текста и исполнителем которой была Шарон Карлан, «Ожидание», автором текста и исполнителем которой была Рита, и «В конце дня», написанная для Шири Маймон. Райхель также участвовал в обработке песни «Если ты придешь» альбома Нинет Тайб «Босиком» и фоновых голосов альбома Матти Каспи «Душа близнец».
В 2010 году Райхель был выбран для выступления с соул-певицей Инди Ари на церемонии вручения Нобелевской премии мира в Осло 10 декабря 2010 года. В том же месяце вышел совместный сингл Райхеля и Авива Геффена под названием «Шипы» (Геффен также автор текста и мелодии песни). В феврале 2011 года Райхель и Геффен выпустили ещё один совместный сингл «Куклы». Гефен написал слова, а сочинили музыку и исполнили песню они совместно. Оба сингла предназначены для включения в их совместный альбом, но их загруженность другими проектами привела к прекращению сотрудничества. Обе песни были включены в альбом Геффена «Мозаика», куда также вошла их песня, не вышедшая в виде сингла — «Железная дорога».
В феврале 2012 года Райхель выпустил совместный альбом с малийским гитаристом Вьё Фарка Туре под названием «The Tel Aviv Session». Райхель и Туре работали вместе как дуэт под названием «The Touré-Raichel Collective», в котором Райхель играл на фортепиано, а Туре на гитаре. В альбом вошло 11 песен, большинство из которых инструментальные, на мелодии, совместно написанные Райхелем и Торре и в исполнении Райхеля. Для альбома также играли Йосси Файн на бас-гитаре и Сулейман Кейн на ударных, вместе с несколькими приглашенными музыкантами. Две песни также включали вокал, в одной из них спела певица Кабра Касай. Альбом вышел в Израиле и по всему миру.
В июне 2012 года он выступил в Масаде в рамках оперного фестиваля.
Во время третьего визита президента США Барака Обамы в Израиль в 2013 году, Райхель был приглашён для выступления на званном ужине в резиденции президента.
4 июля 2013 года певица Алисия Киз пригласила Райхеля выступить с ней в Израиле. Вместе они спели его песню «Из глубин».
3 июля 2014 года Идан Райхель выступил с 18 участниками проекта в парке Хаяркон перед толпой в 20 000 солдат, и в конце выступления сказал: «Это самое захватывающее шоу, которое мы сделали с начала проекта».
В ноябре 2014 года, в связи с работой над проектом, Райхель выпустил свой второй альбом с музыкантом из Мали Вьё Фарком Туре, который они записали в Париже. После альбома «Парижская сессия» они отправились в мировое турне, которое включало 14 шоу в Соединенных Штатах, в том числе в Нью-Йорке.
12 октября 2015 года Райхель выпустил первый сингл из своего нового альбома «Круги», 24 ноября 2015 года выпустил ещё один сингл, «Прежде чем закончится». Новый альбом «Тёплая рука» был выпущен в Израиле 3 декабря 2015 года, а во всем мире — 22 января 2016 года. Это первый сольный альбом Райхеля вне проекта. С учётом предварительных заказов в Израиле, альбом достиг статуса золотого альбома ещё до его выпуска. Через четыре месяца после его выпуска, в апреле 2016 года, он достиг статуса платинового альбома по одним только продажам в Израиле.
После выхода сольного альбома, Райхель начал выступать в Израиле и по всему миру с шоу «Райхель — Фортепиано — Песни», в котором исполняет песни, написанные дома или в студии, на фортепиано и других инструментах, на которых он играет. В то же время он продолжает выступать с «Проектом Идана Райхеля».
В ноябре — декабре 2015 года он дважды принимал участие в реалити-шоу «Музыкальная школа». В первый раз он побывал на специальном вечере, где встретился с некоторыми учениками и спел вместе с ними. Во второй раз он принял в нём участие в рамках «Ханукальной вечеринки» и сбора средств для Ассоциации «Надежда Сердца».
14 января 2017 года Райхель выпустил новый сингл «Крутится колесо». Вслед за ним в мае 2017 года вышел сингл «Такая любовь», который исполнила Захава Бен.
В феврале 2017 года, незадолго до того, как Райхель отправился в длительное турне по Европе и Соединенным Штатам, в Тель-Авивском музее изобразительных искусств состоялась торжественная церемония в рамках главной выставки музея — «Об Африке: современное искусство и афрофутуризм», во время которой Райхель был удостоен благодарности за вклад в развитие взаимопонимания между культурами посредством музыки.
В то же время тур «Райхель — Фортепиано — Песни» имел ошеломительный успех. Шоу, в котором Райхель исполнил свою мечту встретиться со зрителями и исполнить свои песни в их первоначальном виде, аккомпанируя себе на фортепиано и играя на других инструментах, прошло 150 раз в Европе, США, Южной Америке и, конечно, в Израиле, где также состоялось 17 концертов на площадке Амфи Шуни.

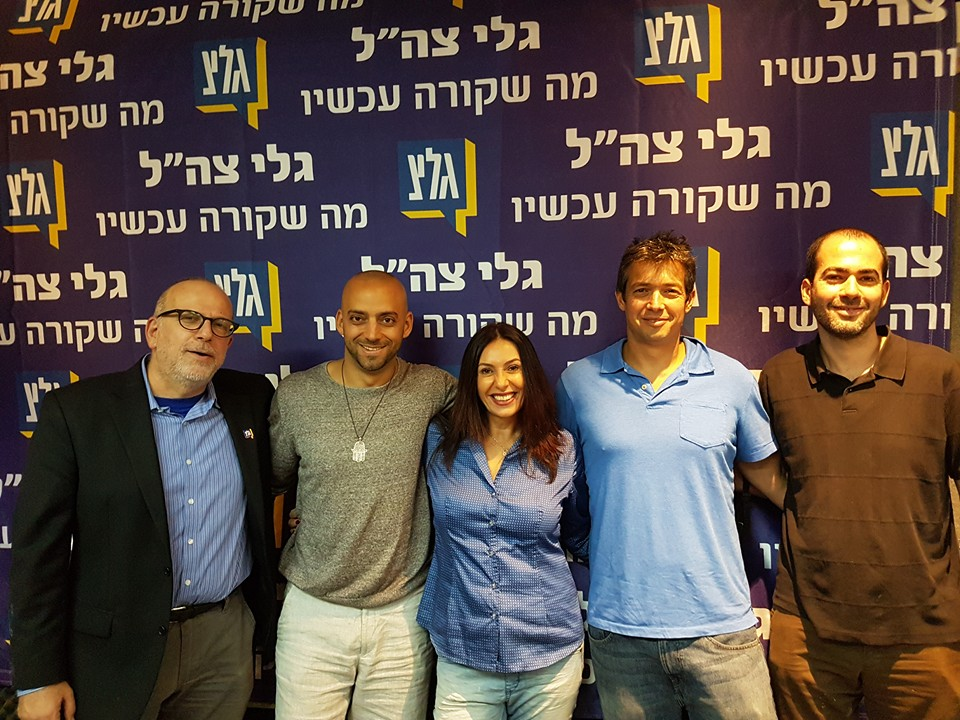
Идан Райхель, Мири Регев, Асаэль Любоцкий

Райхель записал эти шоу и выбрал из записей лучшие выступления, так появился новый альбом из 36 песен, в который вошли «Остаться» — новое инструментальное произведение, лучшие его хиты, песени, сочинённых для других исполнителей, а также некоторые мелодии в других вариантах и некоторые — в оркестровом исполнении. Райхель закончил альбом новой песней — «Простить и забыть».
Новый альбом был выпущен в сентябре 2017 года, а тур был завершён серией концертов, прошедших на площадке Амфи Шуни в октябре 2017 года. В июне 2018 года альбом достиг статуса золотого альбома по продажам в Израиле.
В ноябре 2017 года состоялась церемония награждения Latin Grammy . В число участников конкурса в категории «Альбом года» вошел альбом кубинской певицы Данаи Суарез, в альбом которой вошла дуэтная версия с песней Райхеля «Сейчас близко», выпущенная в рамках альбома «Четверть шестого».
В июне 2017 года греческий певец Никос Вертис выпустил песню Ερωτευμένος («В любви») на музыку песни Идана Райхеля «Остатки жизни» (ивр. שאריות של החיים‎ Шеэриёт шель ха-хаим).
В феврале 2018 года Райхель выпустил сингл под названием «И если ты придёшь ко мне», автором текста и музыки которой был он сам. Песня была выпущена в сотрудничестве с музыкальным продюсером Ноамом Акраби. Кроме того, песня вышла в специальной версии в сотрудничестве с Triple.
В мае 2018 года Райхель выпустил сингл под названием «В начале». Песня была написана во время путешествий Райхеля по миру, вдохновленная его встречами с людьми со всей Индии и Африки. Песня сопровождается видеоклипом песочной художницы Иланы Яхав. В сентябре 2018 года на YouTube-канале Райхеля был опубликован ремикс Dutypree (Лиран Коэн) на эту песню.
С 31 мая по 10 июня 2018 года на площадке Live Park в Ришон ле-Цион прошёл мультидисциплинарный фестиваль, бывший плодом мечты Идана Райхеля. На 10-дневном фестивале (на который все билеты были проданы заранее) сочетались музыка, кулинария и искусство, а также серия представлений «Проекта Идана Райхеля» в новом составе. Идея фестиваля родилась у Райхеля в его стремлении поделиться со своей большой публикой теми вещами, которые нравятся лично ему. Во время фестиваля в парке прошли кулинарная секция под руководством известного израильского шеф-повара Ювала Бен Нерия, фотовыставка известного фотографа-документалиста Зива Корена, а также там выступили музыканты Yossi Fine & Ben Aylon, Ширан, «Квартал до Африки» и «Di Gasn Trio».
В свете успеха фестиваля, в сентябре 2018 года он был проведен во второй раз.
В августе 2018 года Райхель выпустил песню «Почему это приходит к нам», с участием Берри Сахароф . В октябре 2018 года он выпустил сингл «Ты не остаёшься в одиночестве», клип на который был снят во время путешествия Райхеля по нескольким странам.
31 января 2019 года Райхель выпустил свой новый альбом «И если придёшь ко мне». Тематическая песня альбома «И если придёшь ко мне» уже стала одним из главных хитов Райхеля с почти 26 миллионами просмотров на YouTube, а синглы альбома уже собрали более 51 миллиона просмотров на YouTube. В течение десяти лет, предшествовавших выходу сингла, было выпущено десять треков: «Колесо», «Такая любовь» с Захавой Бен, «И если придёшь ко мне», «В начале», «Почему это приходит к нам» с Берри Сахароф, и «Ты не остаёшься в одиночестве».
Новый альбом отражает следующий этап творческого пути, который начался почти за три года до его выпуска. В создании альбома, наряду с музыкантами из Японии, Болгарии, Эфиопии, Кубы и Индии, приняли участие Барри Сахароф и Захава Бен, а также с африканский гитарист Бомбино, кубинский номинант на премию Грэмми Danay Suarez, а также новый состав «Проекта Идана Райхеля» с новой песней. К диску нового альбома прилагаются 10 открыток с картинами эфиопского художника Гашахуна Кассахуна, на обратной стороне открыток напечатаны тексты песен.
Выпуск альбома сопровождался четырьмя выступлениями в Дворце «Менора» в Тель-Авиве, все билеты на которые были проданы заранее, и обширным международным туром в марте 2019 года в Италии, Нидерландах, Швейцарии, Франции, Австрии и США.
В марте 2019 года Райхель анонсировал фестиваль в третий раз, в июне и июле 2019 года, и на этот раз, в дополнение к Ришон ле-Циону, фестиваль также прошёл в Кармиэле, Беэр-Шеве и Иерусалиме.
По случаю Дня независимости, в апреле 2019 года, Гальгалац инициировал создание песни «Племя братьев и сестер», в которой приняли участие лучшие израильские артисты. Песня, написанная Райхелем, приобрела огромную популярность и уже собрала более 27 миллионов просмотров на YouTube.
Еще в 2019 году «Come» — одна из самых популярных и известных песен Райхеля, исполненная им и другими музыкантами на конкурсе песни Евровидение 04 мая в Израиле в мае 2019 года.
В мае 2019 года Райхель выпустил песню «Сейчас мы остались вдвоём», слова и музыку которой он сочинил, а также которую продюсировал совместно с Долев Рам и Пен Хазут . В видеоролике на YouTube, два Lego-человечка сидят вместе лицом к морю, в соответствии со словами песни .
В сентябре 2019 года в парке Ришон ле-Цион прошел четвёртый тур фестиваля.

## Личная жизнь
Супругой Райхеля с 2009 года является Дамарис Дуйбель, австрийская шеф-кондитер, с которой он познакомился во время тура по Австрии. У пары есть две дочери, Филиппа Елена и Саломея Сазария. В апреле 2013 года он попрощался с дредами, которые отличали его во время карьеры. В одном из интервью Райхель рассказал, что это была инициатива Демарис: «Она наложила вето на них. Она взяла машинку для стрижки волос и сказала мне: „Это случится сегодня“, потребовалось около 20 минут, чтобы всё произошло» .

## Награды и отличия
- Выбор читателей газеты «Маарив» в 2003 году — израильский исполнитель десятилетия. Также «Проект Идана Райхеля» победил как «Группа десятилетия» на Канале 24. На аналогичном мероприятии, состоявшемся 15 октября 2009 года в Иерусалиме на площадке «Бассейн Султана», песня Райхеля «Из глубин» получила звание «Песня десятилетия».
- Две песни, созданные Райхелем, были удостоены премии ACUM как «Песня года» — «Из глубин» в 2005 году [12] и «Мечты других» в 2009 году [13]. Кроме того, альбомы «Проект Идана Райхеля» и «Из глубин» получили премии ACUM «Альбом Года», в 2003 и 2005 годах соответственно[14] .
- Получил премию ACUM как композитор года за альбом «Без четверти шесть»[15] (2014).
- Был награждён почётной наградой Мертвого моря Довом Литвиновым, главой Тамарского регионального совета во время проведения 16-го Тамарского фестиваля, за вклад в привлечение внимания в мире к Мертвому морю и усилиям по его сохранению (2015).
- Получил награду «Неизвестного героя» имени Мартина Лютера Кинга (вместе с Анат Саргусти и Пниной Тамануше) от сына Лютера Кинга за работу в области защиты прав человека, в первую очередь за деятельность в поддержку эфиопских иммигрантов и для уменьшения разделения общества в Израиле (2016).
- Получил звание почетного деятеля в Музее Израиля. Награда была вручена Райхелю в знак признания его большого вклада в сценическое искусство в Израиле и мире (июнь 2016 года).

## Дискография

### Сольные альбомы
- 2015: Тёплая рука (ивр. היד החמה‎ Ха-яд ха-хама) — студийный альбом
- 2017: Райхель — Фортепиано — Песни (избранные записи из Амфи Шуни) (ивр. רייכל - פסנתר - שירים: הקלטות נבחרות מאמפי שוני‎ Райхель — Псантер — Ширим) — концертный альбом
- 2019: И если ты придёшь ко мне (ивр. ואם תבואי אליי‎ Ве-им тавои элай) — студийный альбом
- 2021: The Idan Raichel Symphonic Project (Live In Buenos Aires) — концертный альбом

### Альбомы в рамках «Проекта Идана Райхеля»
- 2002: Проект Идана Райхеля (ивр. הפרויקט של עידן רייכל‎ Ха-Проект шель Идан Райхель) — студийный альбом
- 2005: Из глубин (ивр. ממעמקים‎ Ми-маамаким) — студийный альбом
- 2006: The Idan Raichel Project — альбом-сборник
- 2008: Меж стен моего дома (ивр. בין קירות ביתי‎ Бейн кирот бейти) — студийный альбом
- 2011: Домой, туда и обратно (ивр. הביתה, הלוך חזור‎ Хабайта, халох хазор) — альбом-сборник
- 2013: Без четверти шесть (ивр. רבע לשש‎ Рева ле-шеш) — студийный альбом
- 2024: Башня света (ивр. מגדל של אור‎ Мигдаль шель ор) — студийный альбом

### Альбомы в рамках «КоллективаТуре-Райхель»
- 2012: The Tel Aviv Session
- 2014: The Paris Session

### Альбом совместно с группой «Ботен маток бе-киркас»
- 2003: Все, что осталось (ивр. כל מה שנשאר‎ Коль ма ше-нишар) — студийный альбом